# تپه کول بولاغ ۱
تپه کول بولاغ ۱ مربوط به دوره اشکانیان - دوره ساسانیان - سده‌های میانه دوران‌های تاریخی پس از اسلام است و در شهرستان مراغه، بخش مرکزی، دهستان سراجوی شمالی، روستای خلیفه کندی واقع شده و این اثر در تاریخ ۲۷ اسفند ۱۳۸۶ با شمارهٔ ثبت ۲۲۷۳۰ به‌عنوان یکی از آثار ملی ایران به ثبت رسیده است.